# Xòe Thái
Xòe Thái hay xòe, xe, hay ít phổ biến hơn là mố, múa xòe, múa then, hát then là loại hình văn hóa dân gian của người Thái tại Việt Nam. Ngày 15/ 12/2021 tại Phiên họp Uỷ ban Liên Chính phủ Công ước 2003 về bảo vệ di sản văn hóa phi vật thể lần thứ 16 của UNESCO diễn ra tại Paris, thủ đô nước Cộng hòa Pháp, di sản Nghệ thuật Xòe Thái của Việt Nam chính thức được UNESCO ghi danh vào Danh sách Di sản văn hóa phi vật thể đại diện của nhân loại.

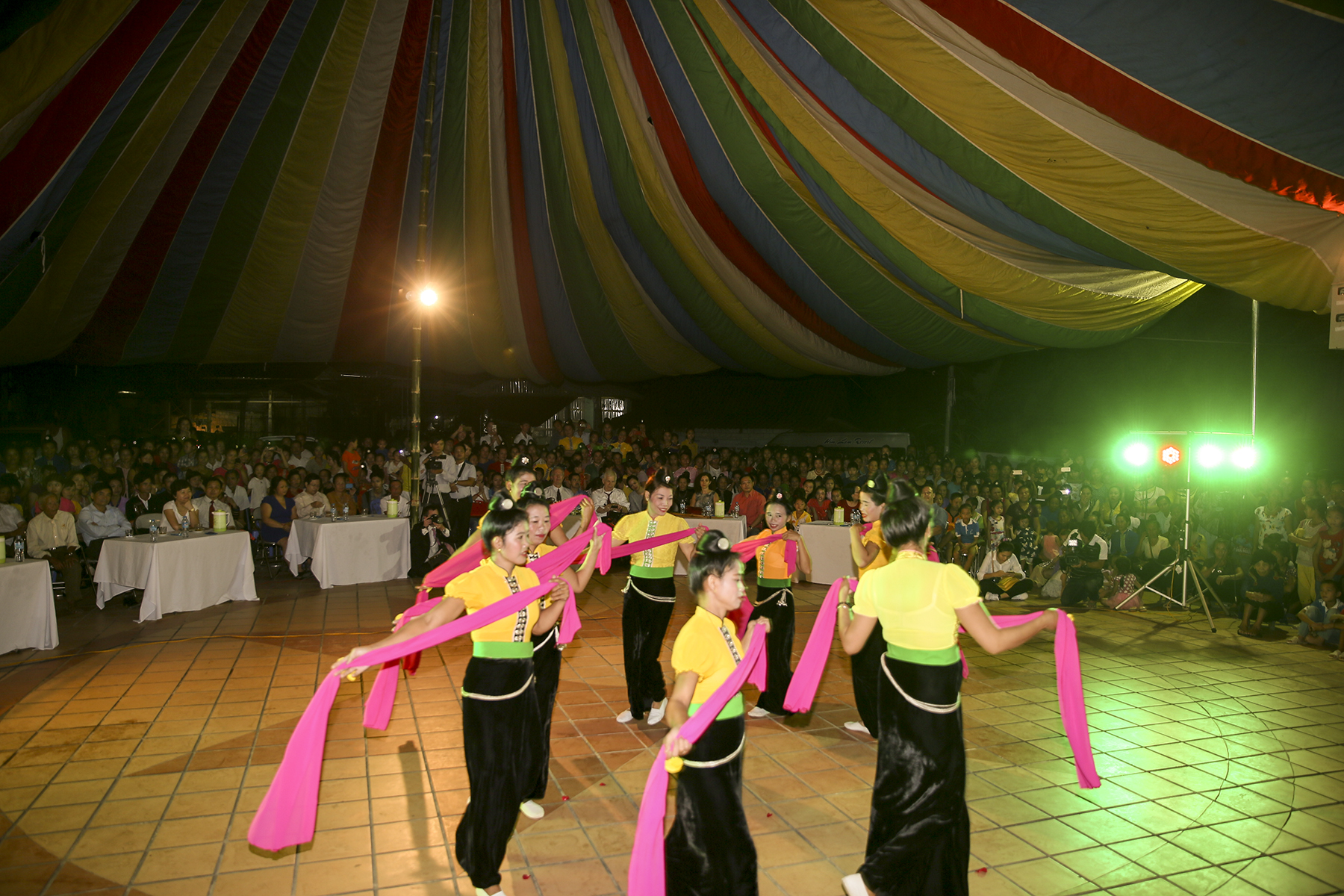
Xòe Thái ở Điện Biên, 2016

Người Thái có câu:
Không xòe, không tốt lúa
Không xòe, thóc cạn bồ
Không xòe, hoa sẽ tàn héo
Không xòe, trai gái không thành đôi